# Allgemeines Sturmabzeichen

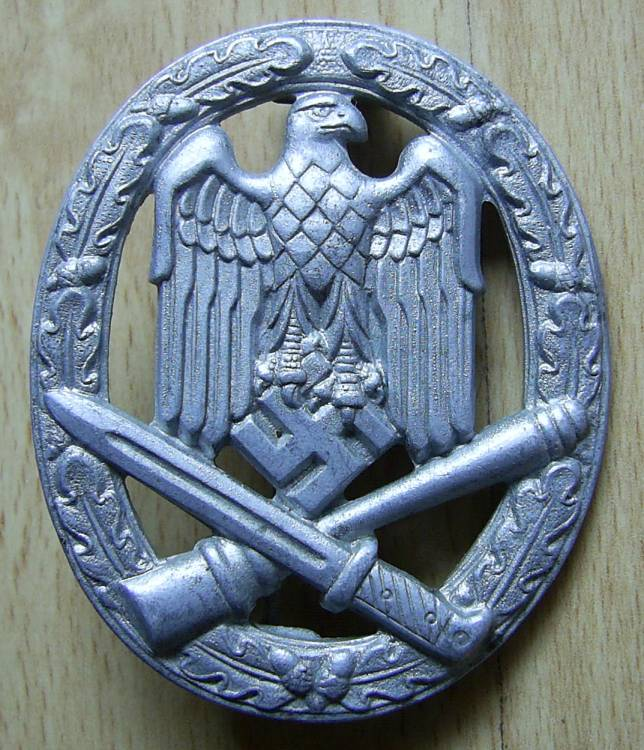
Nazi Allgemeines Sturmabzeichen

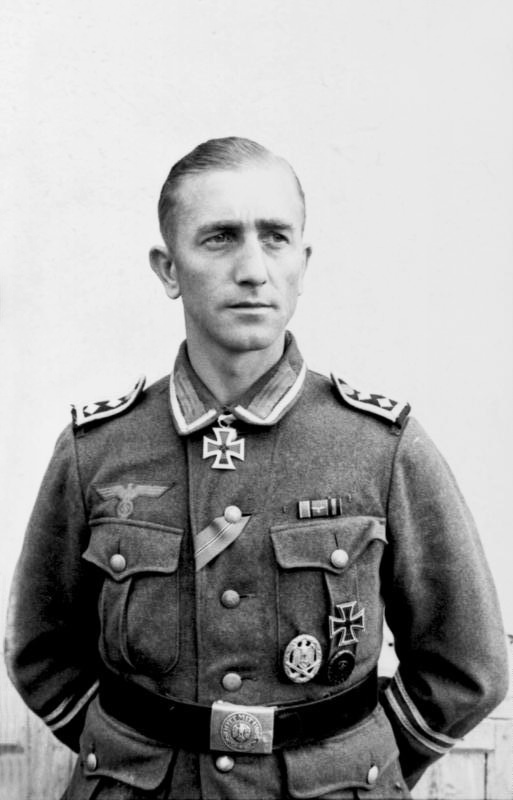
Het Allgemeines Sturmabzeichen werd iets lager gedragen dan het IJzeren Kruis 1e Klasse

Het Sturmabzeichen (Nederlands: "Algemeen Storminsigne") was een onderscheiding van het Duitse leger, de Wehrmacht, tijdens de Tweede Wereldoorlog. Er zijn ongeveer 460.000 exemplaren uitgereikt. Eigenlijk was de naam "Sturmabzeichen" maar de naam "Allgemeines Sturmabzeichen" vond al tijdens de oorlog algemeen ingang.
Het zilveren Panzerkampfabzeichen was de eerste onderscheiding van zijn soort. Later volgden het Infanterie-Sturmabzeichen en het Allgemeines Sturmabzeichen.
Het invoeren van de onderscheiding werd al tijdens de Poolse Veldtocht in september 1939 door de opperbevelhebber van het leger, Walther von Brauchitsch, overwogen. Het Duitse opperbevel realiseerde zich dat het Infanterie-Sturmabzeichen volgens de regels te beperkt uitgereikt kon worden. Voor dapper aanvallende cavaleristen, genie en artillerie was geen vergelijkbare onderscheiding beschikbaar. De op 1 juni 1940 ingestelde nieuwe onderscheiding voorzag in dat gebrek. Duitse officieren, onderofficieren en manschappen die niet in aanmerking kwamen voor Infanterie-Sturmabzeichen of Panzerkampfabzeichen konden dit algemene insigne ontvangen.
Het Allgemeines Sturmabzeichen is een ovale zilveren eikenkrans met daarin een adelaar met in de klauwen een swastika. Onder de swastika zijn een gekruiste handgranaat en een bajonet afgebeeld. Dat zijn de belangrijkste wapens van de infanterie. Aan de onderkant van de krans is ruimte voor een getal.
Het Allgemeines Sturmabzeichen wordt gedragen op de linkerborst van de uniformen van de Wehrmacht maar mocht ook worden gedragen op alle uniformen van de nazi-partij en de organen van de Duitse staat. Op burgerkleding mocht een gereduceerde versie met een hoogte van 16 millimeter op het linker revers van de jas worden gedragen. Op een rokkostuum kon het Allgemeines Sturmabzeichen ook als miniatuur aan een kleine keten worden gedragen.
De toekenningscriteria waren oorspronkelijk dezelfde als bij het Infanterie-Sturmabzeichen. Om voor een Allgemeines Sturmabzeichen in aanmerking te komen moest men na 1 januari 1940 met het wapen in de hand bij drie aanvallen aan het front en gedurende drie dagen gevechten hebben geleverd.
Toekenning was aan de commandant van de divisie. Erbij hoorde een certificaat en een vermelding in het soldijboek. In eerste instantie was er maar een Allgemeines Sturmabzeichen, in de loop van de oorlog kwam er behoefte aan verschillende graden (Stufen). Deze werden vanaf 1 juli 1943 verleend. Op een vierkante uitsparing onder op de krans stond dan een getal.
- 1e graad zonder getal was het Allgemeines Sturmabzeichen zoals dat al bestond
- 2e graad met het getal 25
- 3e graad met het getal 50
- 4e graad met het getal 75
- 5e graad met het getal 100

Er kwam geen gouden of zilveren versie van het Allgemeines Sturmabzeichen.

## Het Allgemeines Sturmabzeichen na de oorlog

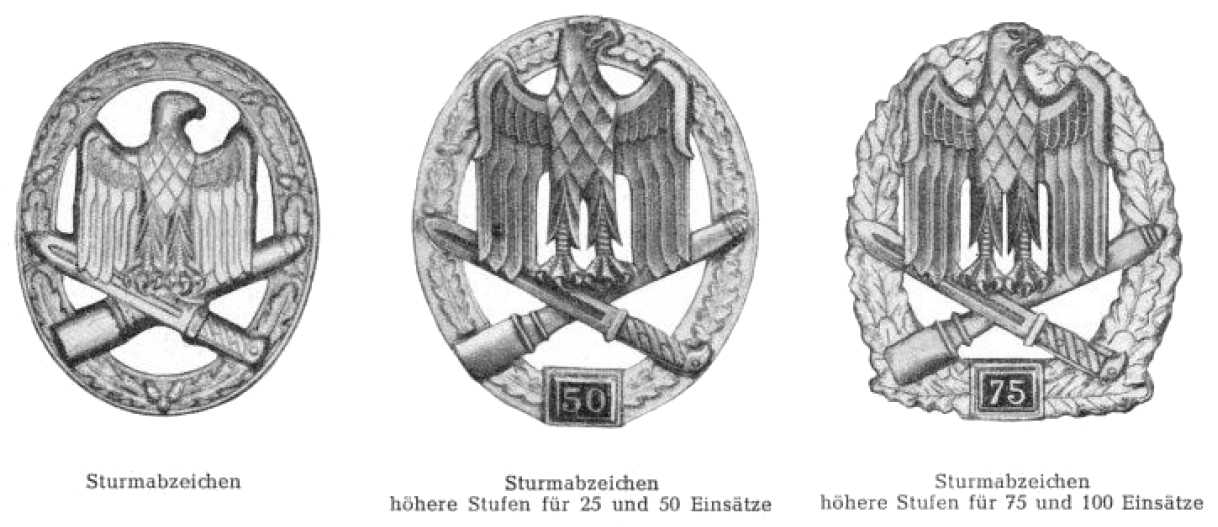
Het Sturmabzeichen van na 1957

Na de oorlog verboden de geallieerden het dragen van alle Duitse orden en onderscheidingen. In de DDR is dat verbod steeds van kracht gebleven. In de Bondsrepubliek Duitsland mocht men na 1957 een gedenazificeerd insigne, dus zonder swastika, dragen. Dit Allgemeines Sturmabzeichen mocht ook van een getal, corresponderend met een van de eerder vastgelegde graden, zijn voorzien.
Van dit schaarse en daarom kostbare versiersel zijn veel vervalsingen en kopieën in omloop. De door de firma GH Osang in Dresden gefabriceerde originelen zijn onder druk gevormd uit zink of oorlogsmetaal en vervolgens verzilverd. De details zijn daarom scherper dan die van de nagegoten kopieën.